# Marine des Johanniterordens

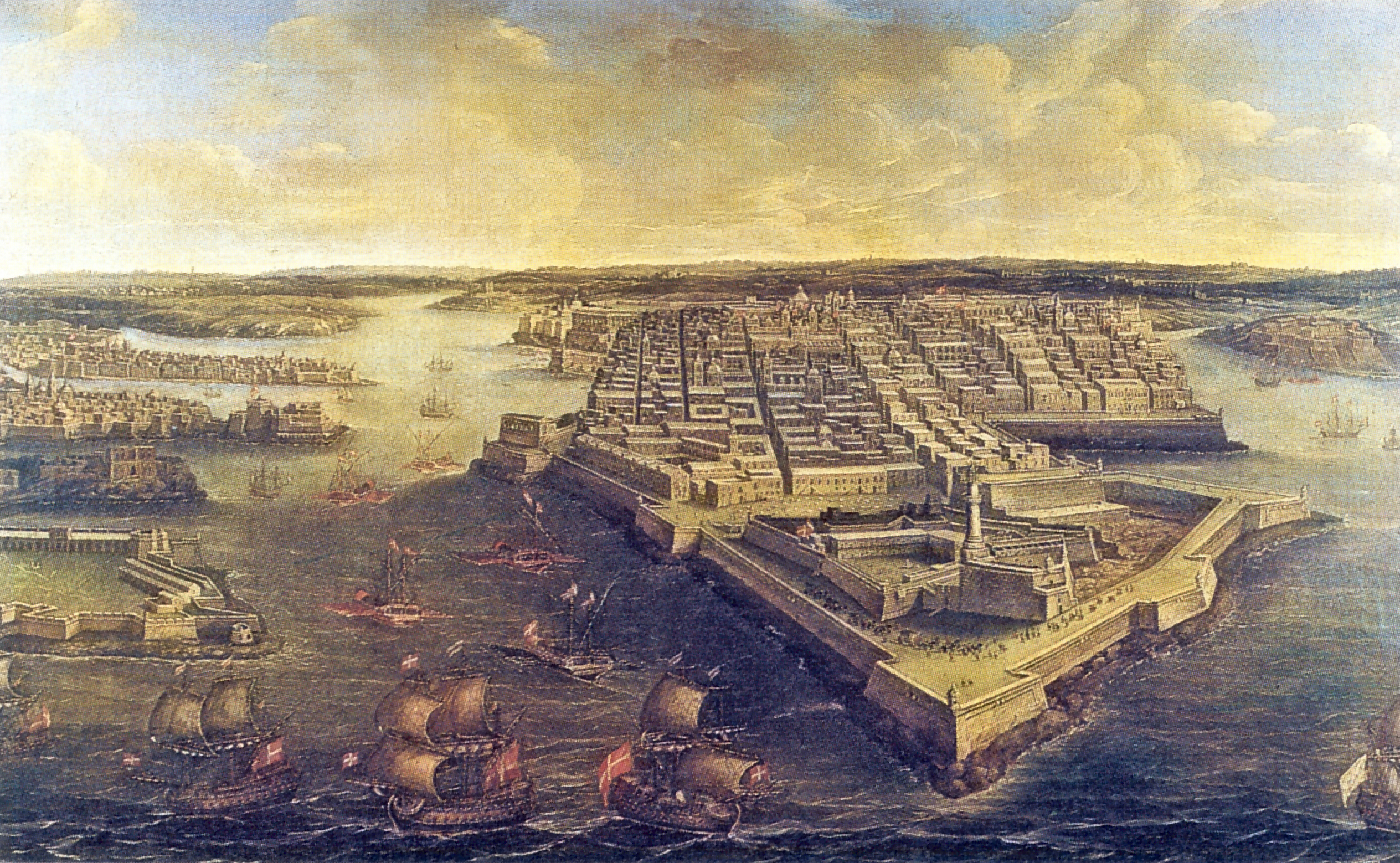
Der Große Hafen von Valletta mit Linienschiffen und Galeeren der Marine des Malteserordens, Gemälde aus dem Jahr 1801

Die Marine des Johanniterordens, später Malteserordens, war die erste Marine eines Ritterordens. Sie hatte ihre ersten Aufgaben im späten Mittelalter zu bewältigen und beteiligte sich seitdem über mehrere Jahrhunderte an Pilgerfahrten, Kreuzzügen, vielen Schlachten und Gefechten des Mittelalters und der Neuzeit und wurde mit der Einnahme Maltas durch Napoleon Bonaparte im Jahr 1798 faktisch aufgelöst.

## Geschichte

### Anfänge im Mittelalter

Die Flagge des Malteserordens wurde auch von der Marine des Ordens genutzt

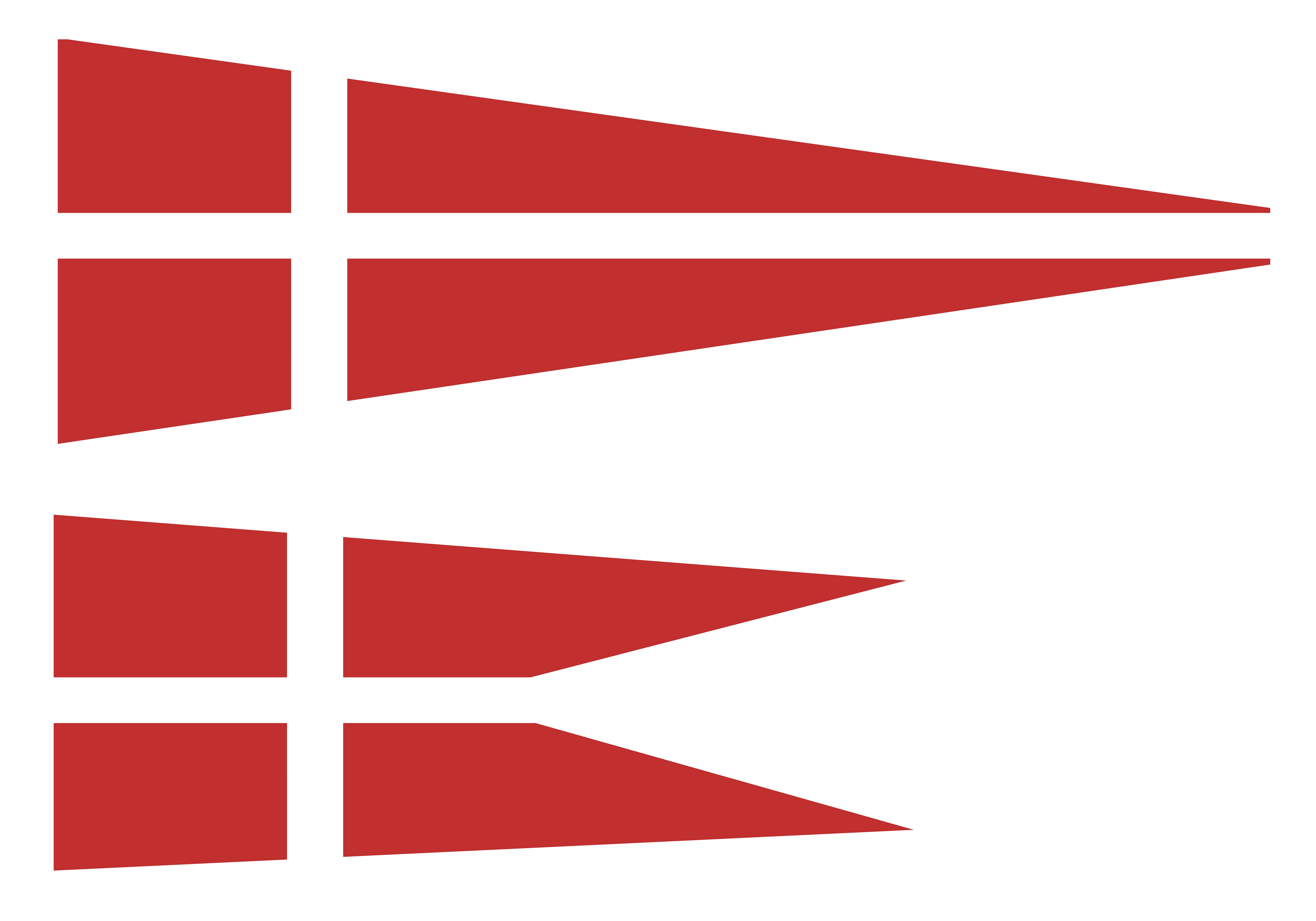
Zwei weitere Varianten der Flagge der Marine des Malteserordens

Die Aufgabe vieler im Mittelalter vorhandener Ritterorden (Deutscher Orden, Ritterorden vom Heiligen Grab zu Jerusalem, Orden vom Hospital des Heiligen Johannes zu Jerusalem sowie der Templerorden) bestand darin, den Schutz der Pilger sowie die Förderung der Wallfahrt ins Heilige Land, die Unterstützung kranker Mitbürger sowie die Bekämpfung des Unglaubens zu gewährleisten.
Während Pilgerfahrten im 11. Jahrhundert meistens noch über den beschwerlichen Landweg führten, wurde später zunehmend der schnellere und vermeintlich sicherere Seeweg bevorzugt, der insbesondere von den Städten Venedig, Genua, Pisa und Marseille sowie weiteren italienischen und französischen Handelskommunen aus organisiert wurde und, bedingt durch eine erhebliche Nachfrage und eine regelmäßige Durchführung der Fahrten, regelrecht einem Linienverkehr glich.
So war es dann auch nicht verwunderlich, dass die damals bekannten Ritterorden Schiffstransporte unternahmen, um zwei ihrer damaligen Hauptziele – die Förderung der Wallfahrt und den Schutz der Pilger – verwirklichen zu können. Neben diesen Zielen spielten später auch wirtschaftliche Interessen eine Rolle.
Erste Anfänge von beurkundeten Schiffaktivitäten im Dienste der Orden gehen auf das 12. Jahrhundert zurück. Der Aufbau eigener Ordensflotten wurde bereits gegen Ende des 12. Jahrhunderts begonnen. Überliefert sind vom Johanniterorden vollzogene Charterungen von Schiffen aus Katalonien, der Provence und aus Italien. Für das Jahr 1299 wird erstmals ein Admiral aus den Unterlagen bekannt. So wie verschiedene Ämter einzelnen Zungen des Malteserordens (d. h. Sprachen) zugeordnet wurden, hatte die italienische Zunge das Amt des Admirals inne.
Weitere überlieferte Aufzeichnungen zu Schiffsaktivitäten stammen aus dem 13. Jahrhundert, datiert auf 1216, die es dem Templerorden und dem Orden vom Hospital des Heiligen Johannes zu Jerusalem erlaubten, ausgehend von Marseille uneingeschränkte Schiffsfahrten beladen mit Gütern, Pilgern und Händlern ins Heilige Land zu unternehmen.
Durch diese Regelung sahen sich jedoch die Marseiller Reeder benachteiligt, so dass die Überfahrten ins Heilige Land später vom Obersten Gericht des Königreichs Jerusalem auf zwei Schiffe pro Jahr und 1500 Pilger pro Schiff beschränkt wurden.
Dem Seeweg kam dabei immer mehr an Bedeutung zu, da es durch die Eroberung von Gebieten auf dem Balkan, in Griechenland und Kleinasien durch die Osmanen kaum mehr Alternativen gab, die christlichen Pilgerziele unbeschadet auf dem Landweg zu erreichen. Der Seeweg führte dabei fast immer über die Insel Rhodos im Mittelmeer, auf der der Johanniterorden später seinen zentralen Sitz hatte.
Neben der Beförderung von Händlern, Gütern und Pilgern auf den vorhandenen Schiffen kamen schließlich auch militärische Bedürfnisse auf. Die militärische Ausrichtung von Ordensarmeen war zunächst grundsätzlich nur auf den Landweg ausgelegt. Da erfolgreiche Militäraktionen aber auch die schonende und schnelle Verbringung von Streitkräften und Militärlogistik erforderlich machten, wurden im Mittelalter von den Ordensstreitkäften Transportschiffe (meist Händlerschiffe) eingesetzt.
Der Orden vom Hospital des Heiligen Johannes zu Jerusalem (dessen Mitglieder auch Hospitaler oder Hospitaliter genannt wurden), war gegen Ende des Mittelalters dann der erste Orden, der eine (Kriegs-)Marine, wie sie sich nach heutigem Verständnis definiert, aufbaute.
War die Anzahl dieser Schiffe zunächst noch recht gering, erfolgte offenbar ein Ausbau der Flotten der verschiedenen Orden nach eigenen Bedürfnissen und Umständen.

### Eroberung von Rhodos und dortige Etablierung des Ordens

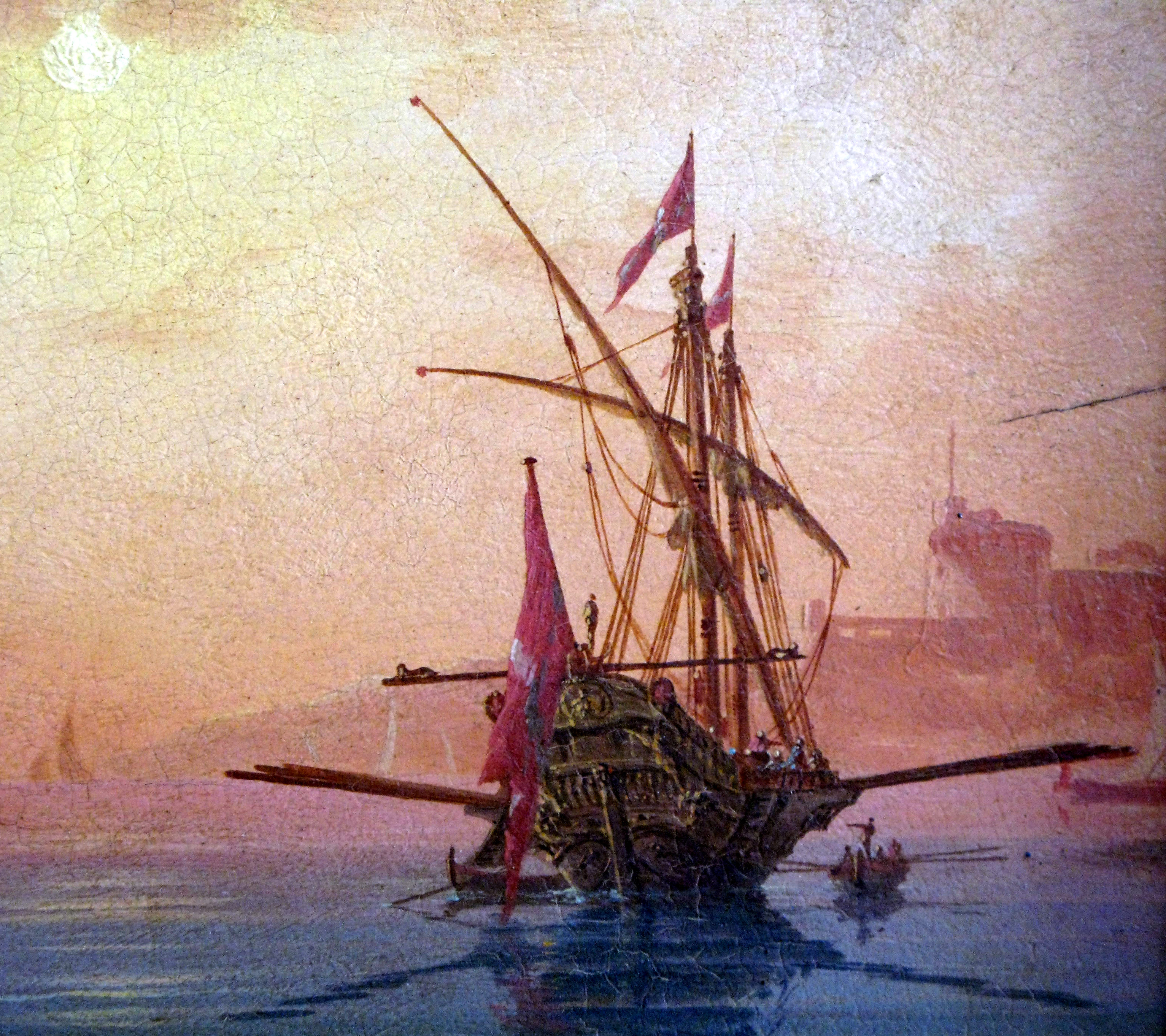
Galeere des Ordens, Gemälde von Charles-François Grenier de Lacroix von 1765

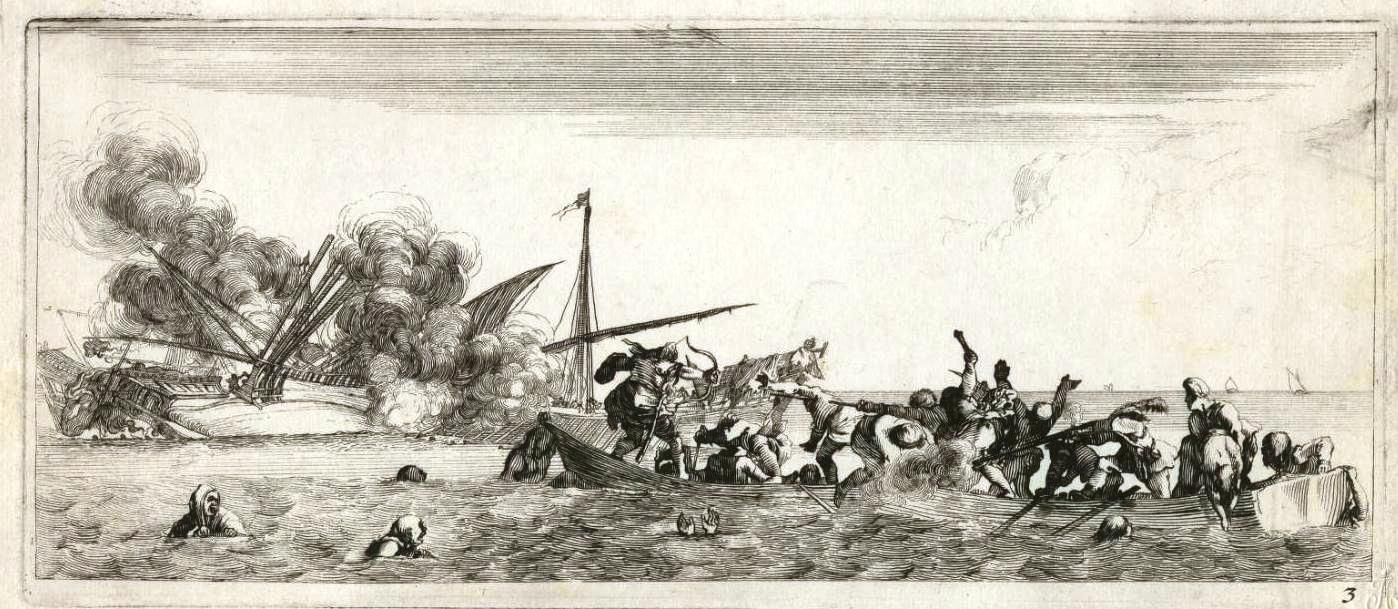
Kampf von Galeeren des Ordens vor Rhodos, Zeichnung/Kupferstich von Stefano della Bella

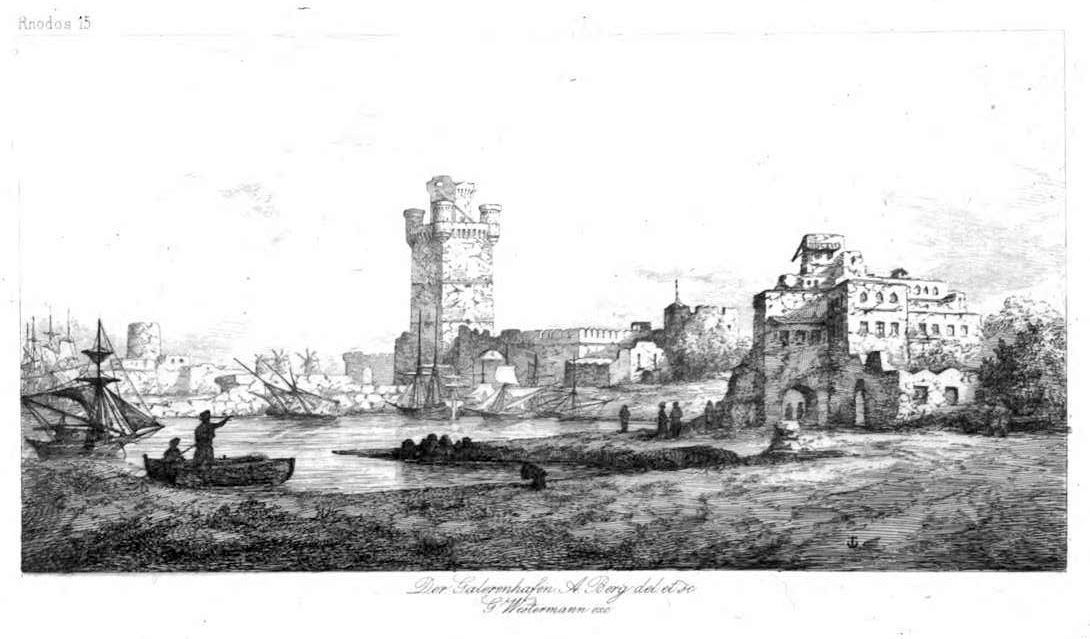
Der Galeerenhafen von Rhodos, Radierung von Albert Berg aus dem Jahr 1861

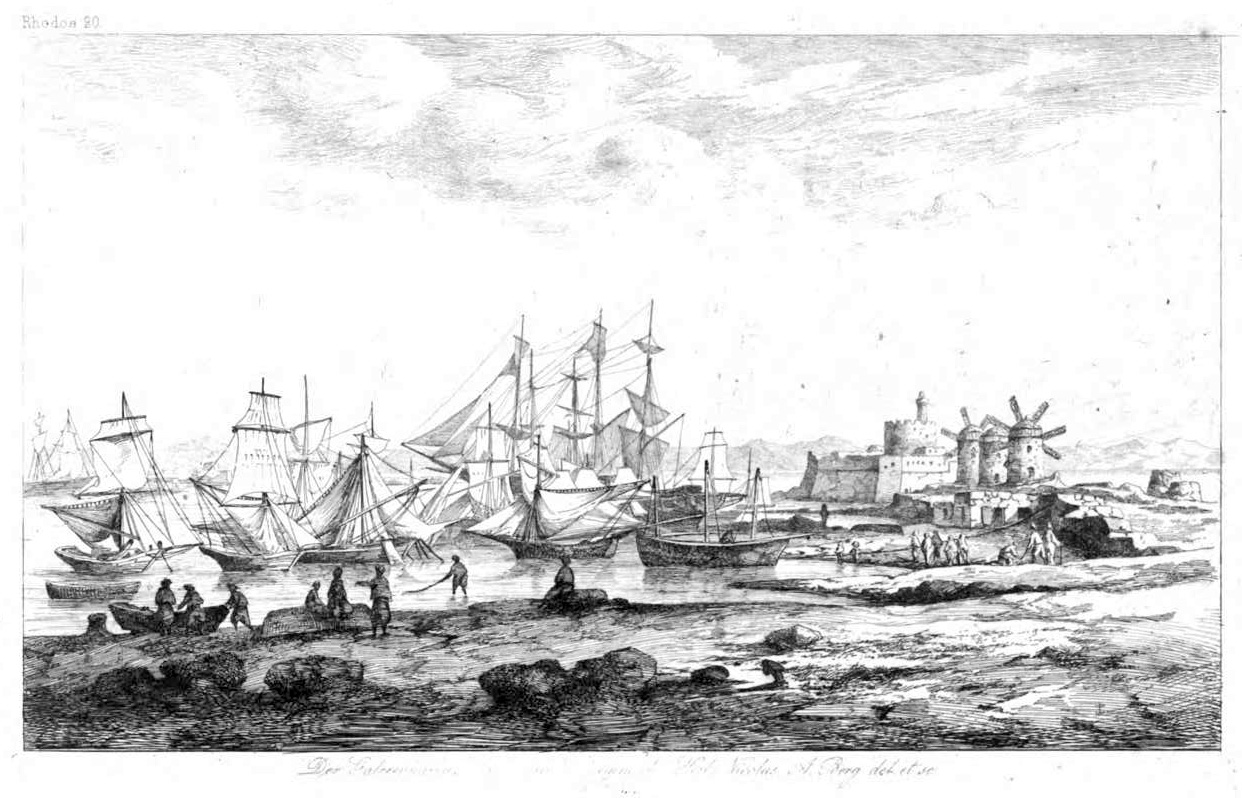
Eine andere Ansicht des Galeerenhafens von Rhodos. Abgebildet ist hier auch der Damm des Heiligen Nicolas, Radierung von Albert Berg aus dem Jahr 1861

Nach Auseinandersetzungen des Ordens mit dem König von Zypern fasste der damalige Großmeister Foulques de Villaret 1306 den Plan, das von Byzanz nur schlecht verteidigte Rhodos zu erobern, was 1309 dann auch gelang. Der Orden errichtete hier einen zentralen Stützpunkt und begann damit, die vorhandenen Festungsanlagen auszubauen.
Die vorgehaltenen Schiffe des Johanniterordens wurden in dieser Zeit überwiegend zur Verteidigung der Insel Rhodos eingesetzt. Sie nahmen aber auch an entfernten Seeschlachten, so beispielsweise an der Seeschlacht bei Euböa im Jahr 1344, teil, bei der der Orden sechs der 25 teilnehmenden Schiffe unter die Führung eines päpstlichen Legaten stellte. Die Schiffe des Ordens wurden hier von Giovanni de Biandrate kommandiert.

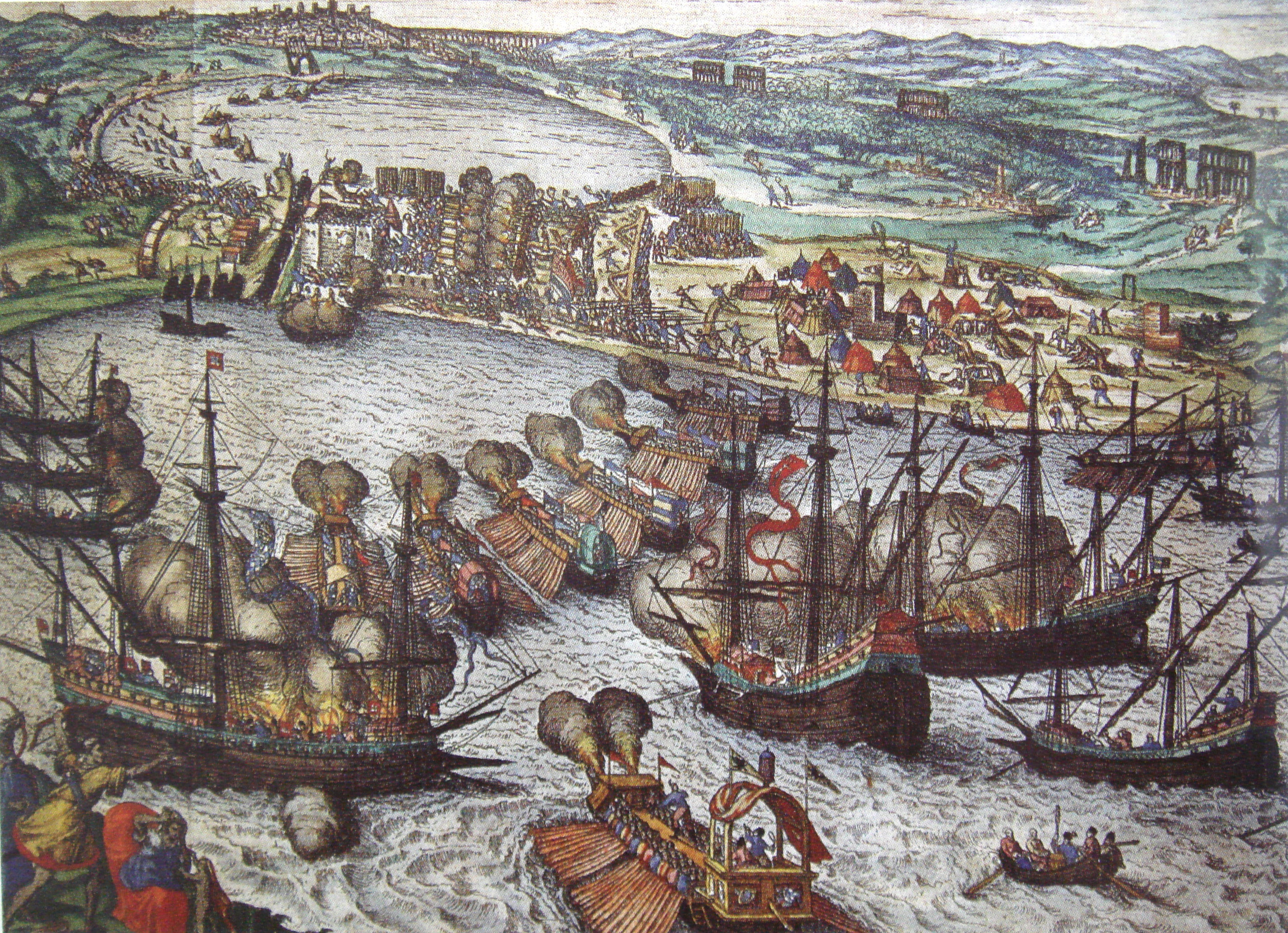
Schlacht um Tunis 1535 unter Beteiligung des Ordens

Seeschlacht von Lepanto 1571

Als Liegeplatz für die Marine des Ordens auf Rhodos wurde ein Hafenbecken von Rhodos-Stadt bestimmt: der Galeerenhafen. Die Hafeneinfahrt wurde durch zwei Festungswerke geschützt, einen Verteidigungsturm auf der einen und die Festung St. Elmo auf der gegenüberliegenden Seite. Die Zufahrt in den Haupthafen konnte zudem mit einer knapp über der Wasserlinie befindlichen Eisenkette gesichert werden, damit feindliche Schiffe in keinen der nachgelagerten Häfen fahren konnten. Neben dem Galeerenhafen in Rhodos-Stadt waren auf der gesamten Insel größere Naturhäfen vorhanden, die mit Verteidigungstürmen gesichert ebenfalls als Ersatzliegeplatz in Frage kamen.
In den Jahrzehnten nach 1344 verringerte sich die Anzahl der Schiffe des Ordens. Auch die Teilnahme an Seeoperationen und Seegefechten nahm immer mehr ab, was 1420 schließlich sogar zu öffentlicher Kritik durch venezianische Händler auf Kreta führte, zumal der Orden versprochen hatte, nach der Eroberung von Rhodos zehn Galeeren vorzuhalten, was offenbar nicht eingehalten wurde.
Diese Umstände lagen nach Ansicht von Historikern darin begründet, dass es Probleme gab, Einheimische für den Militärdienst zu begeistern, so dass zusätzliche Schiffe gar nicht hätten besetzt werden können.
Gesichert ist aber die Erkenntnis, dass stets eine begrenzte Anzahl an Schiffen auf Rhodos oder in relativer Nähe vom Ordensstützpunkt vorgehalten wurde, um den Schutz der Insel zu gewährleisten.
Als 1440 eine Flotte von Mamluken vor Rhodos auftauchte, mussten sich die vor Ort befindlichen sieben Galeeren und zehn kleineren Schiffe des Ordens einer Übermacht entgegenstellen, um die Einnahme wichtiger Teile der Insel zu unterbinden. Die Flotte des Ordens unter Marschall Pierre du Boys konnte 1440 unter hohen Verlusten die Flotte der Mamluken zum Rückzug bewegen. Diese zog dann Richtung türkische Küste, wo die Ordensschiffe wegen zu hohem Tiefgang die Verfolgung aufgeben mussten. Am nächsten Tag zog die Flotte der Mamluken Richtung Kos, zerstörte hier viele Anlagen des Ordens und versklavte die Einwohner.
Zeitweise wurde die Anzahl der Galeeren auf Rhodos auch verdreifacht, in der Regel befanden sich aber lediglich drei bis vier Galeeren sowie ergänzend einige Barken und kleinere Schiffe in den Häfen der Insel oder in umliegenden Gewässern.
Unterstützung erhielt der Orden schließlich auch durch christliche Schiffe ohne Ordenszugehörigkeit, die mit Kaperbriefen ausgestattet muslimische Schiffe und deren Ladungen von Häfen des Ordens aus aufbringen durften.
Die so organisierte Piraterie, die im Übrigen auch mit Schiffen der Marine ausgeübt wurde, brachte dem Orden beträchtliche Einnahmen. In der zweihundertjährigen Verweilzeit auf Rhodos wurden schließlich gerade die Schiffe des Ordens zu den gefürchtetsten Korsaren im Mittelmeerraum.
Die vielen kriegerischen Auseinandersetzungen mit den Mameluken und die starke Konkurrenz durch die venezianischen Pilgertransporte mit den sogenannten venezianischen Jaffa-Galeeren führten nun dazu, dass der Orden kaum noch Pilgertransporte durchführte.
Die Republik Venedig hatte sich nämlich entsprechende Schutzverträge mit den Mameluken und billige Liegegebühren in den Häfen von Jaffa gesichert, so dass die Pilger somit relativ gefahrlos und kostengünstig mit diesen Anbietern ins Heilige Land fahren konnten und somit vermehrt Jaffa-Galeeren in Anspruch nahmen.
Dies war möglich, weil Venedig regen Handelsverkehr mit den Osmanen unterhielt und kriegerische Auseinandersetzungen, soweit es möglich war, vermied. Selbst nach kriegerischen Auseinandersetzungen verstand sich die Republik Venedig hervorragend darin, den Handel mit dem ehemaligen Feind so schnell wie irgend möglich wiederzubeleben. Diesen Spagat konnte der Orden nicht vollziehen, da auf seiner Agenda fortwährend die Bekämpfung des Unglaubens stand und somit die „Andersgläubigen“ bekämpft werden mussten, statt mit ihnen Handel zu treiben oder Abkommen zu schließen.
Für die Johanniter und viele andere westliche Anbieter rentierten sich jedenfalls die Pilgerfahrten kaum noch, da Schiffsverluste durch Kaperung sowie drakonische Liegegebühren in den Zielhäfen das Vorhaben nahezu unkalkulierbar machten.
Die Nachfrage nach Pilgerfahrten mit Schiffen der Ordensritter sank enorm, so dass einer der wichtigsten Aufträge des Ordens, nämlich die Wallfahrt zu fördern, kaum mehr verfolgt werden konnte und schließlich auch vernachlässigt wurde.

### Vertreibung von Rhodos 1523, Neubeginn und Etablierung auf Malta

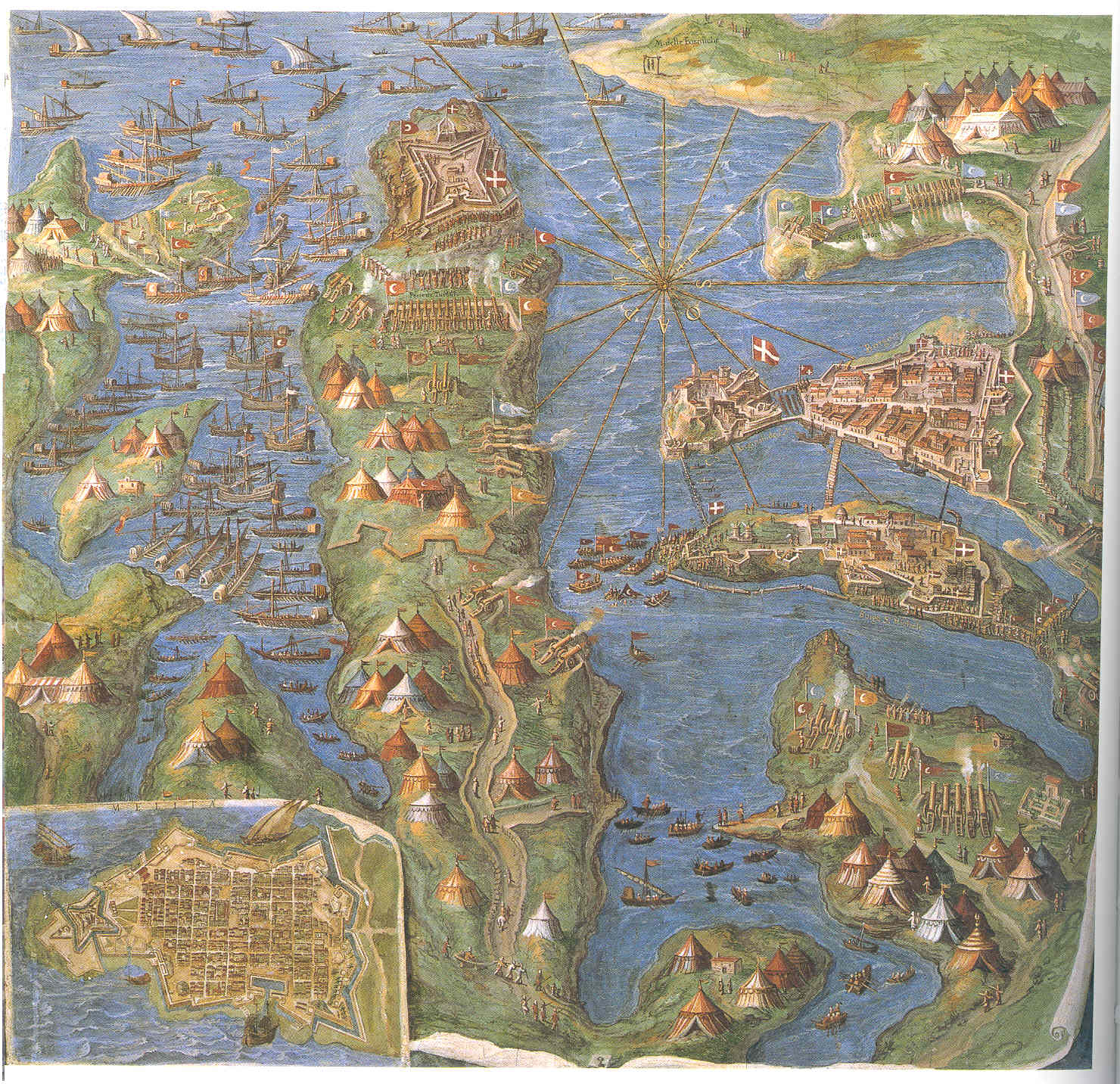
Darstellung der Belagerung von Malta 1565. Im rechten oberen Bilddrittel ist das Fort St. Angelo mit einer überdimensionierten Ordensflagge versehen. Rechts von St. Angelo zwischen beiden Landzungen ist der kleine Galeerenhafen abgebildet.

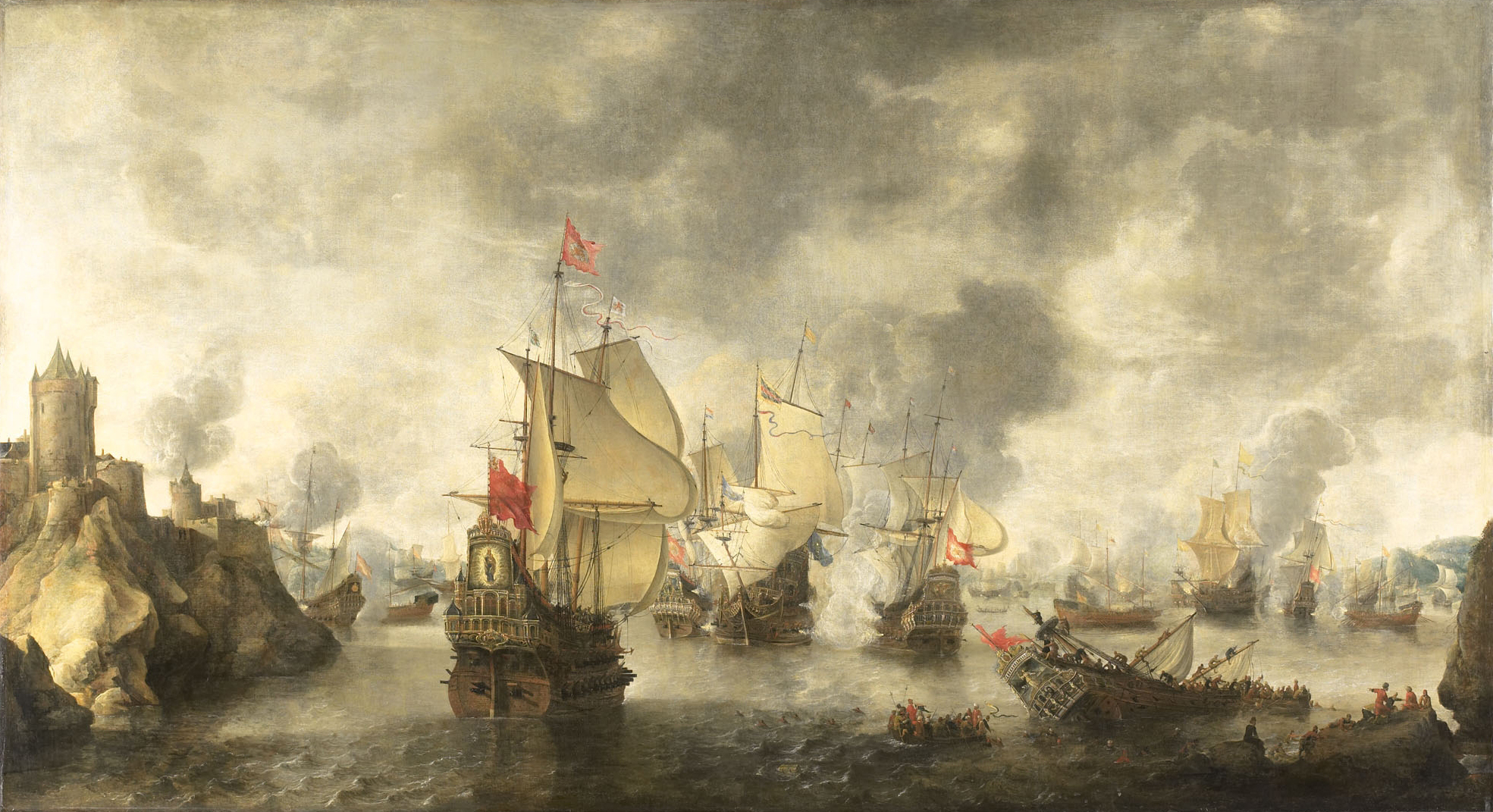
Seeschlacht von Foça 1649

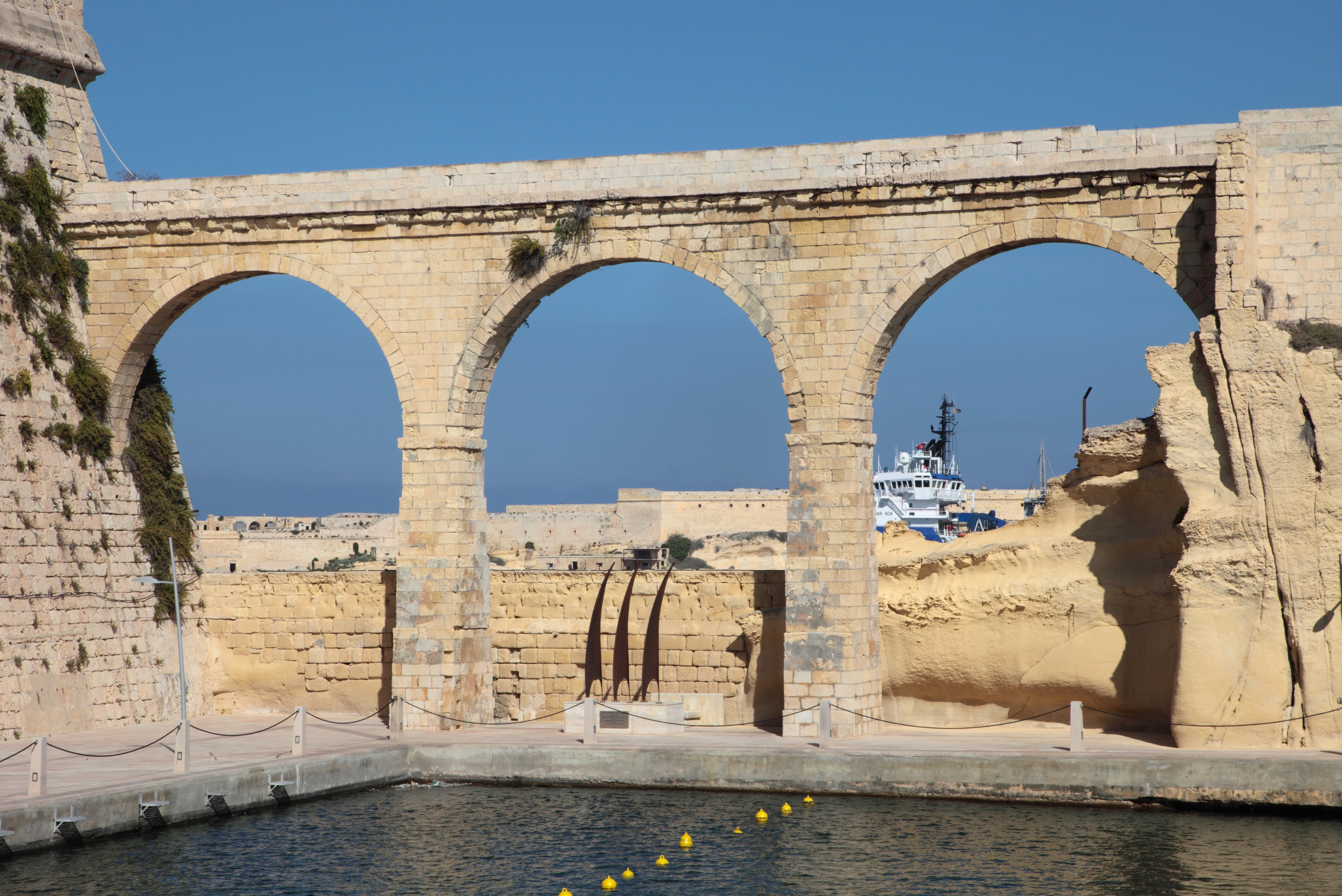
Fotoausschnitt vom Galeerenhafen von Malta. Links schließen sich die dicken Festungsmauern von Fort St. Angelo an.

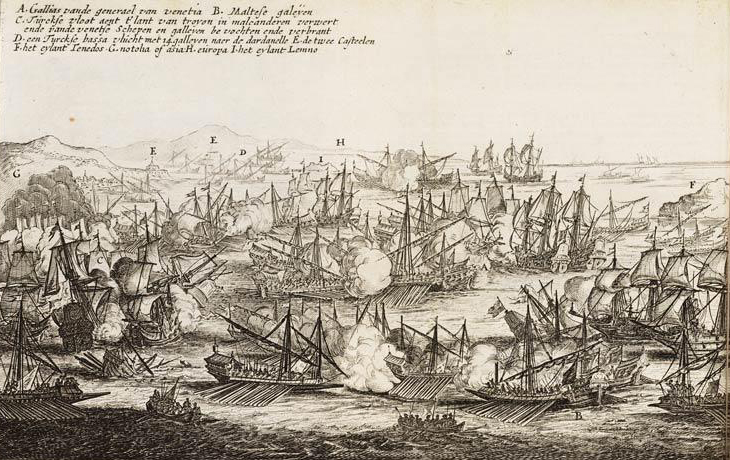
Darstellung der Dardanellenschlacht von 1656 unter Beteiligung des Ordens

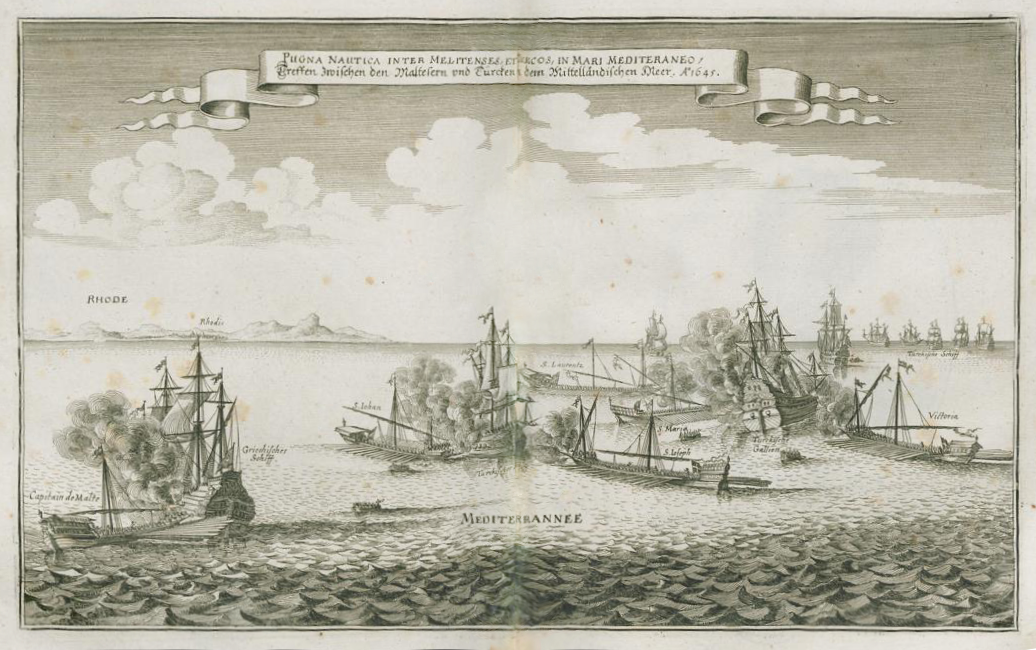
Treffen zwischen den Maltesern und Türcken im Mittelländischen Meer 1645. Darstellung des Angriffs der Ordensgaleeren Capitaine de Malte, St. Johann, St. Joseph, St. Laurentz, St. Maria und Victoria auf türkische Schiffe vor Rhodos

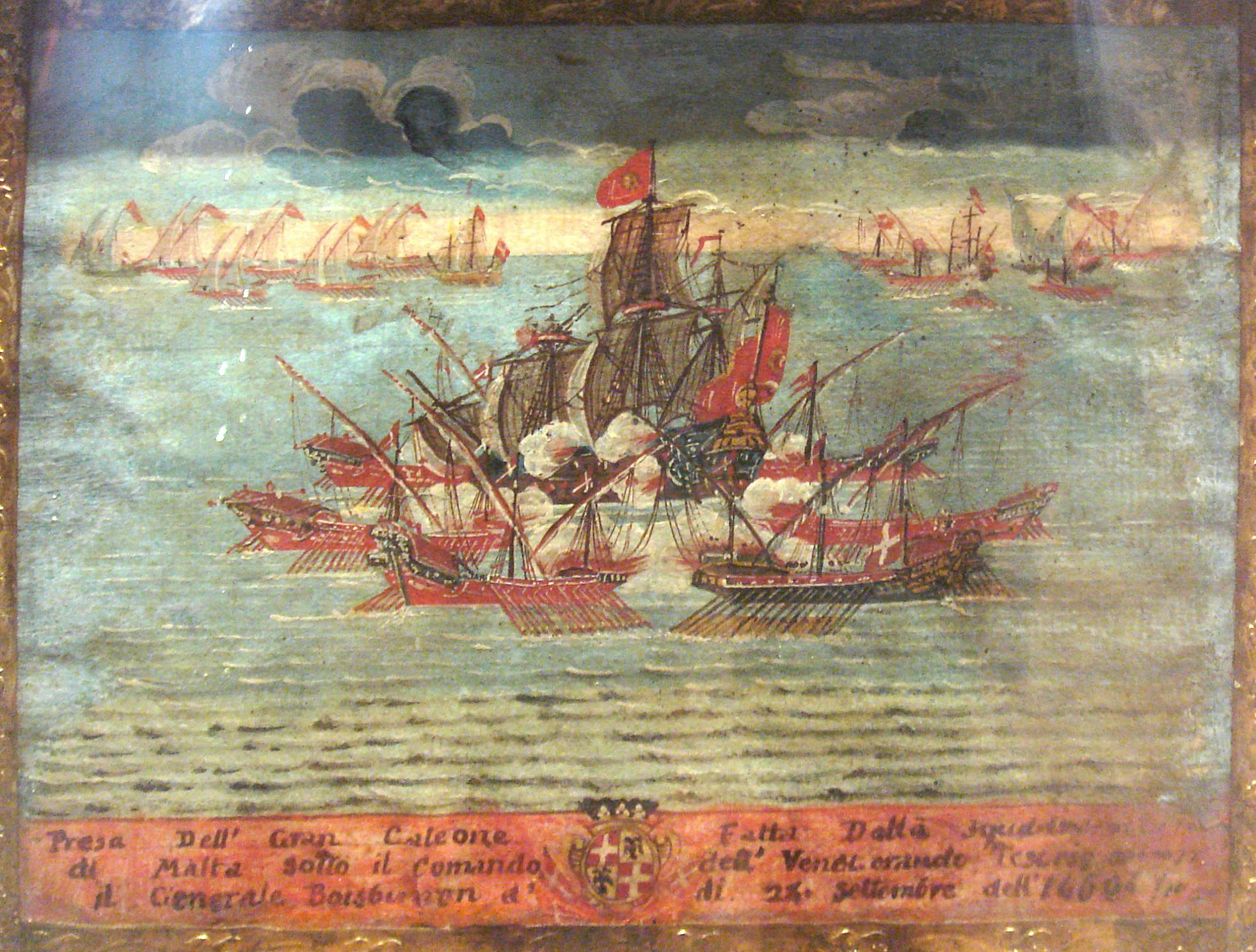
Bekämpfung einer osmanischen Galeone durch Galeeren des Ordens unter dem Kommando von General Boisbaudran, Gemälde aus dem Jahr 1650

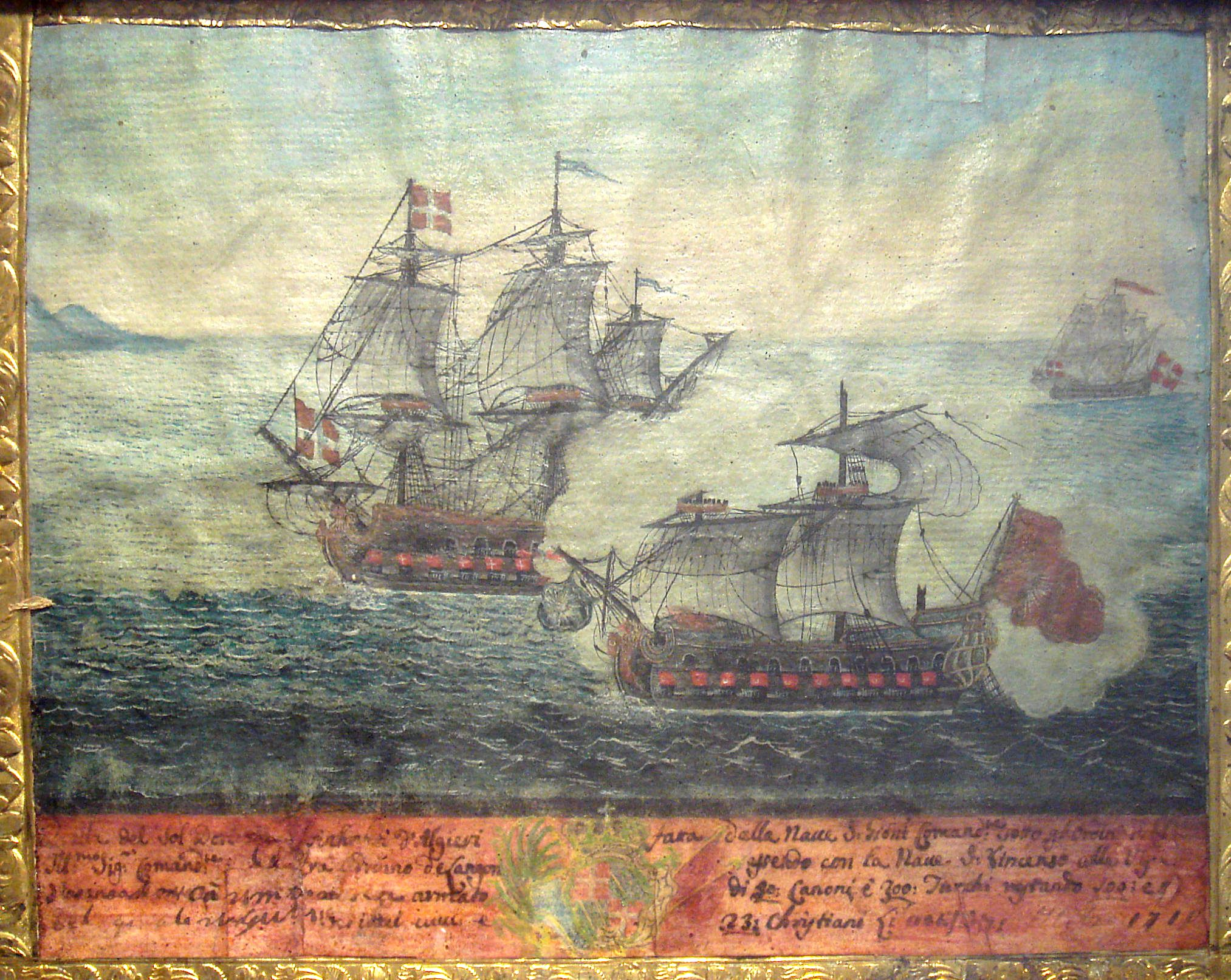
Gemälde eines Seegefechtes zwischen einem osmanischen Schiff und zwei Schiffen des Ordens unter dem Kommando von Langon 1719 – hier benutzt der Orden bereits Linienschiffe.

Rhodos stellte aufgrund seiner strategisch günstigen Schlüssellage einen ständigen Störfaktor für das Osmanische Reich dar. Da sich die Osmanen eine Vormachtstellung im Mittelmeer sichern wollten, verwundert es nicht, dass die Hohe Pforte mehrere Versuche unternahm, die Insel einzunehmen. Bis Dezember 1522 konnten jedoch alle Versuche erfolgreich abgewehrt werden.
Erst 1522 konnte eine von Süleyman I. entsandte Invasionsarmee auf Rhodos landen und die Befestigungsanlagen mit schwerer Artillerie sturmreif schießen, woraufhin die Ritter unter Großmeister Philippe de Villiers de l’Isle-Adam am 22. Dezember 1522 kapitulieren und die Insel aufgeben mussten. Die überlebenden Ordensmitglieder erhielten Freies Geleit und zogen im Januar 1523 auf fünf Galeeren der Marine des Ordens davon.
Nach dem Verlust von Rhodos war der Orden somit zunächst ohne zentralen Sitz und ohne Basis für seine eigentlich im Heiligen Land liegende Hauptaufgabe. Die geflüchteten Ritter ließen sich zum Teil auf Kreta nieder oder zogen sich auf die sonstigen Besitzungen des Ordens in Europa zurück.
Um weitere Vorstöße der Osmanen in Richtung Westen zu unterbinden und um den gefürchteten osmanischen Flotten und Korsaren im Mittelmeer militärisch etwas entgegensetzen zu können, übergab Kaiser Karl V. im Jahr 1530 die Inseln Malta und Gozo sowie das 1509 von Spanien eroberte Tripolis den Rittern als Lehen. Der Hauptsitz des Ordens wurde nun auf Malta etabliert – in der Folgezeit bürgerte sich somit auch die Bezeichnung Malteserorden ein.
Da die Verteidigungs- und Hafenanlagen der Insel nicht dem Stand der Zeit entsprachen und auch den militärischen Anforderungen nicht genügten, wurden die vorhandenen Verteidigungsanlagen ausgebaut und darüber hinaus neue Einrichtungen errichtet.
Als Stützpunkt der Marine des Ordens wurde der „Große Hafen“ der Stadt Birgu festgelegt. 1552 wurde hier das Fort St. Elmo aufgebaut, so dass der dem Galeerenstützpunkt vorgelagerte „Große Hafen“ durch diese Befestigungsanlage geschützt werden konnte. Allerdings wurde die Anlage 1565 bei der Belagerung von Malta fast vollständig zerstört und erst mit dem Aufbau von Valletta erneuert.
Das ebenfalls vorgelagerte und 1670 zur Seefestung ausgebaute Fort St. Angelo sollte mögliche seeseitige Angriffe auf die Stadt unterbinden und zugleich die Flotte vor einer Zerstörung schützen. Der Galeerenhafen (Porto dele Galere) befand sich in einem separaten, künstlich errichteten Hafenbecken hinter Fort St. Angelo und konnte somit von hier aus gut verteidigt werden. Der ebenfalls 1670 begonnene und 1760 fertiggestellte Bau der Befestigungslinie Cottonera Lines ergänzte schließlich die Verteidigungsfähigkeit der vorhandenen Festungen und diente dazu, die wichtigen Anlagen des Johanniterordens im Bereich des Grand Harbour zu schützen, einen Beschuss dieses Gebietes von den vorgelagerten Höhen aus zu verhindern und einen Zufluchtsraum für die ländliche Bevölkerung zu bieten.
In der Nähe des Galeerenhafens befand sich auch das Versorgungs- und Ausrüstungszentrum der Marine: Lagerhallen, Werkstätten und eine Marinebäckerei wurden hier neben Unterkünften für Soldaten und Hafenarbeiter errichtet. Bei größerem Flottenaufkommen wurde auch das angrenzende, heute unter dem Namen „Dockyard Creek“ bekannte größere Hafenbecken als Liegeplatz für Schiffe des Ordens genutzt. St. Elmo wurde 1687 und 1689 durch einen weiteren Verteidigungsring erweitert, so dass hier auch Geschütze aufgestellt werden konnten und die Flotte nunmehr durch zwei vorgelagerte Festungsanlagen geschützt werden konnte.
Die Schiffswerften befanden sich traditionell in Kalkara. Sofern der Orden sich die Schiffe der Marine nicht durch Überlassungen, Kaperungen oder auswärtigen Kauf aneignete, wurden diese hier gefertigt. Die Werften waren ähnlich dem Stützpunkt in Birgu durch eine 1670 errichtete vorgelagerte Seefestung, das Fort Ricasoli, geschützt.
Auch auf der Nachbarinsel Gozo gab es Marinestützpunkte des Ordens. Die Schlucht Mġarr ix-Xini, die von einem urzeitlichen Fluss in den Felsen geschnitten wurde, mündete in einer kleinen Bucht, die von den Ordensrittern als Galeerenhafen benutzt und auf Höhe der Hafeneinfahrt mit einem Turm zur Verteidigung des Stützpunktes versehen wurde.
Zudem war an der Südspitze von Gozo im Hafen von Mġarr ebenfalls ein Flottenstützpunkt mit Galeerenhafen vorhanden.
Nach der Seeschlacht von Lepanto am 7. Oktober 1571 konnte ein allgemeiner Strategiewechsel in der Seekriegsführung beobachtet werden: War es vor und in der Seeschlacht von Lepanto üblich, große Flotten der Hohen Pforte und der christlichen Nationen samt Ordensritter gegeneinander segeln zu lassen, gingen nach dieser Schlacht beide verfeindeten Seiten dazu über, kleine Flottenteile einzusetzen. Außerdem bedienten sich beide Seiten verstärkt dem Instrument der Piraterie bzw. dem Korsarentum, um so die Gegenseite zu schwächen. Dieser Strategie folgte auch der Orden mit seiner militärischen Ausrichtung. Dabei schrieben die Malteser Korsaren ihr eigenes Kapitel in der Geschichte der Piraterie.

### Vertreibung von Malta und das Ende der Marine
Nicht nur die christlichen Ritterorden führten Kriege und Gefechte, im Jahr 1792 kam es in Europa zu den Koalitionskriegen. Frankreich strebte hier unter der Führung von Napoleon Bonaparte nach einer Vorherrschaft in Europa und somit auch im Mittelmeerraum.
Bonaparte unternahm zwischen 1798 und 1801 schließlich eine Ägyptische Expedition, um die Vormachtstellung der Briten im Mittelmeerraum zu schwächen. Auf dem Weg nach Ägypten lag auch Malta, das strategisch günstig gelegen eine Schlüsselrolle für eine Vorherrschaft im Mittelmeer spielen konnte und somit auch für französische Interessen von Bedeutung war.
Bonaparte landete 1798 mit seiner aus über 400 Schiffen bestehenden Flotte auf der Insel und erzwang mit nur wenigen Gefechten und ohne große Verluste für beide Seiten von den Malteserrittern die Übergabe von Malta.
Der Orden musste Teile seiner Flotte ebenfalls an Bonaparte übergeben und Malta schließlich mit den restlichen Schiffen verlassen.
Die französische Flotte segelte anschließend zwar weiter, ließ aber 3000 Soldaten einschließlich fünf Batterien Artillerie als Besatzungstruppen zurück, um die Kontrolle über Malta zu behalten und eine Rückkehr der Malteserritter zu unterbinden.
Einer britischen Flotte unter Nelson, Graham und Pigot gelang es dennoch, am 4. September 1804 nach einer langen Belagerung von Malta die dort stationierten Franzosen auszuhungern und zur Übergabe der Insel zu zwingen.
Nachdem diese von den französischen Besatzern befreit war, wurden schon erste Vorbereitungen getroffen, den Orden wieder auf Malta zu etablieren. Es wurde die Einbestellung eines Rates organisiert und alle wichtigen Ämter besetzt, sogar ein Generalstatthalter ernannt. Selbst die Überlassung von Schiffen für die Marine des Ordens aus Kronstadt war bereits geregelt, als die Briten sich diesen Plänen widersetzten und sich dazu entschlossen, die Insel nicht zu räumen. Zwar wurde im Friedensvertrag von Amiens geregelt, dass Malta zurück an den Orden gehen sollte und dabei einer durch alle europäischen Großmächte garantierten dauernden Neutralität unterworfen sein sollte. Da die Briten aber eine erneute französische Einflussnahme auf die Insel befürchteten und Malta (militär-)strategisch wichtig im Mittelmeer gelegen war, wurde der 26. Artikel des Entschädigungsplanes des Friedensvertrages von Amiens schlichtweg nicht umgesetzt.
Die Briten behielten Malta und reihten die Insel schließlich 1814 in das Britische Empire ein. Der Orden hatte also wie nach der Vertreibung von Rhodos keinen eigenen zentralen Sitz und war ohne Basis für eine eigene Flotte.
Das Ende der Kreuzzugbewegung wie auch das Ende der Marine des Ordens war somit durch diese Gesamtumstände eingeleitet – die Marine des Ordens wurde nach 1798 nicht wieder eingerichtet.

## Hierarchie, Ausstattung und Zusammensetzung der Marine des Ordens

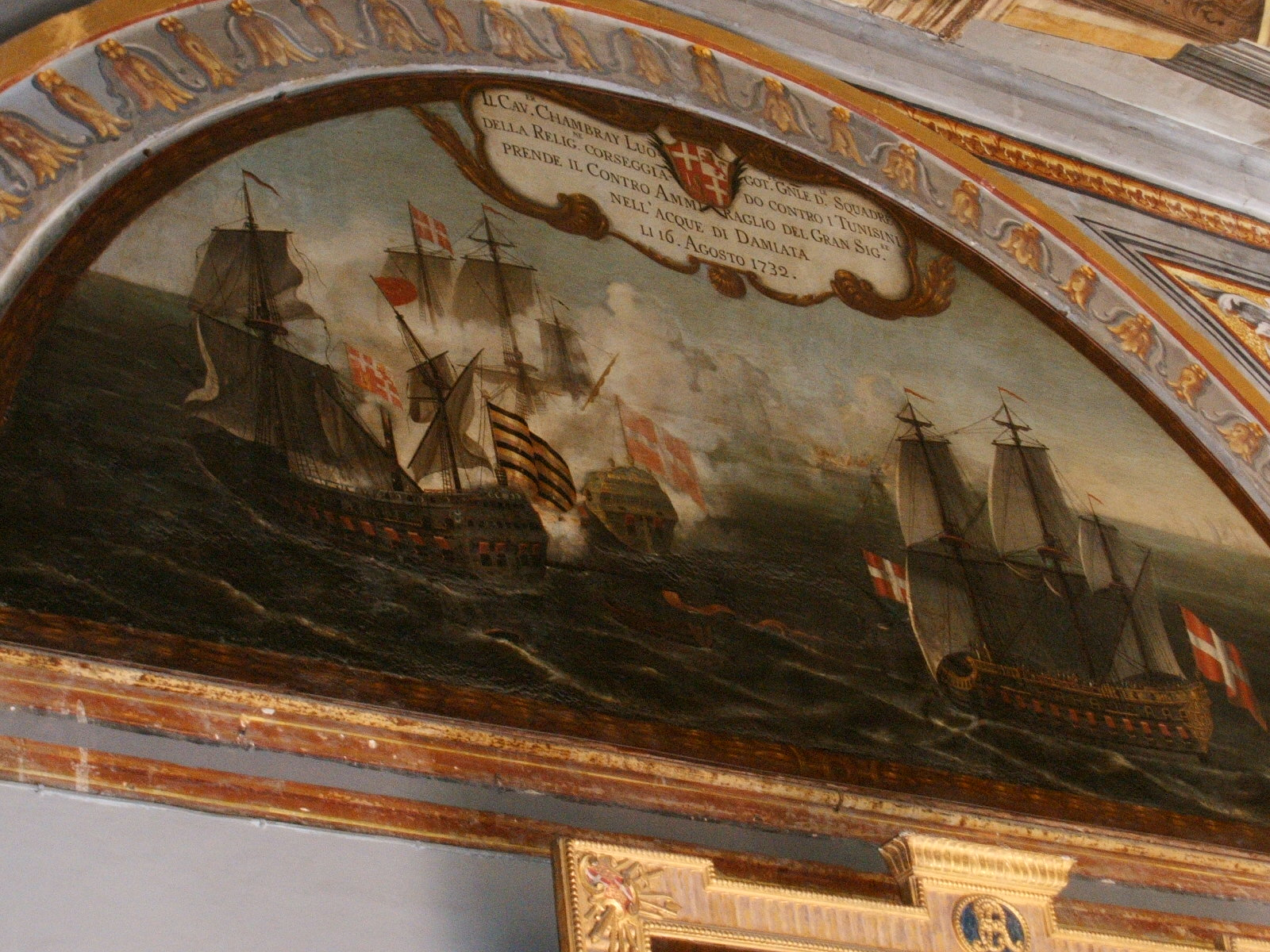
Gefecht von zwei Linienschiffen des Ordens unter dem Ritter Jacques François de Chambray gegen ein osmanisches Flaggschiff im Jahr 1732

Die Verantwortung für die Flotte des Ordens hatte der Pilier der italienischen Zunge als Großadmiral, der aber überwiegend Verwaltungsaufgaben zu vollziehen hatte. Er war verantwortlich für die bewaffneten Schiffe des Ordens und deren Mannschaften. Er war befugt, zusätzliche Schiffe zu chartern und Matrosen und Soldaten anzuheuern.
Seit 1462 war der Großadmiral des Ordens auch für die griechische Flotte verantwortlich und hatte seine eigene Buchführung bezüglich der Materialien für die Konstruktion und Ausrüstung der Schiffe. Er war dem Großmarschall des Ordens unterstellt und musste diesem beistehen, wenn dieser für Seeoperationen ausrückte.
Der Großmeister des Ordens musste alle Mittel für die Flotte bereitstellen, während der Schatzmeister die Bezahlung für die Galeeren und der Besatzungen übernahm. Der Orden war jedoch teilweise in der glücklichen Lage, für die Bewaffnung der Schiffe auf päpstliche Mittel zurückgreifen zu dürfen. Zudem erhielt der Orden vielfach materielle Unterstützung von Regenten durch den Bau und die anschließende Überlassung von Schiffen, so z. B. durch Markgraf Heinrich III. oder König Richard Löwenherz.
Die Kapitäne der Flotte des Ordens wurden formell als „Kommandanten des Schiffs“ bezeichnet.
Schließlich gab es noch einen gewählten „Kommandanten der Flotte“ (auch genannt: „Kommandant der Galeeren“) auf Rhodos, der dem Großadmiral unterstand. Er durfte dem Großadmiral die Kapitäne für die anderen Schiffe der Flotte des Ordens vorschlagen.
Die Schiffsbesatzungen des Ordens setzten sich in der Regel aus Mitgliedern des Ordens, die Matrosen meistens aus in Hafenstädten angeheuerten Einwohnern oder kampferfahrenen Söldnern wie z. B. den sog. preußischen Schiffskindern zusammen. Im Johanniterorden war es zudem üblich, dass die „Brüder“ für ihre Bewaffnung für den Nahkampf selbst zu sorgen hatten.
Der Orden wie auch die französische Marine profitierten im Übrigen davon, dass eine stattliche Anzahl an französischen Rittern im Dienste der Marine des Johanniterordens zu Malta ihren Dienst verrichtete. So erwartete man von einem auf Malta stationierten französischen Ritter, dass er Patrouillendienst auf einer Galeere des Ordens, bzw. im 18. Jahrhundert auf Segelkriegsschiffen bzw. Linienschiffen des Ordens versah.
Kam der Orden so zu seinen Seeleuten und Soldaten, profitierte die französische Marine im Umkehrschluss davon, dass die entsandten Ritter gefechts- und seeerfahren zurückkehrten und somit bevorzugt im eigenen Kreis der Marine eingesetzt werden konnten, sofern sie sich in den Diensten des Ordens bewährt hatten.
So brachte diese Verfahrensweise dann auch geschichtliche Berühmtheiten wie den französischen Admiral François Joseph Paul de Grasse hervor, der seinen Marinedienst als Jugendlicher auf Schiffen des Ordens versah. Einen Nachteil hatte diese Regelung allerdings: Zog Frankreich in den Krieg, zog es einen Großteil seiner Ritter aus dem Dienst des Ordens ab, so dass sich dieser mit schlagartigen Personalengpässen konfrontiert sah.

## Schiffe des Ordens (Auswahl)
Die Marine des Ordens war im Laufe der Jahrhunderte mit unterschiedlichen Schiffstypen ausgestattet. Grundsätzlich wurde zwischen Galeeren und Seglern unterschieden. Diese wurden seit dem Jahr 1700 auch in parallelen Administrationen geführt. Bis kurz vor dem Ende des Ordens war die Galeere der wichtigste Schiffstyp. Sie war hauptsächlich für den Enterkampf vorgesehen, besaß aber mit ihrem Hauptgeschütz auch eine für Segelschiffe gefährliche Fernwaffe. Dabei unterschieden sich die Galeeren in ihrer Größe, denn es gab sowohl Flaggschiffgaleeren, also Galeeren, auf denen der Befehlshaber der Flotte segelte, als auch „gewöhnliche“ Galeeren. In seltenen Fällen wurden offenbar auch Halbgaleeren eingesetzt.
Für besondere Anlässe, wie beispielsweise Zeremonien des Großmeisters oder repräsentative Zwecke, wurden auch geruderte Barkassen eingesetzt. Kleinere geruderte Fahrzeuge sind als Dienstfahrzeuge den Galeeren zugeordnet und unterstellt oder als Späher oder im Hafendienst eingesetzt worden. Neben kleineren Schiffen wie Barken und noch kleineren Schiffen und Booten wie z. B. Tartanen, ist auch der Einsatz von Schebecken, die zum Teil ruderfähig ausgestattet waren, belegt.
Über viele Jahre wurde stets auch ein „Großschiff“ (Navis Grossa oder auch Grande Nef) vorgehalten, das Gemälden und Zeichnungen aus damaliger Zeit zufolge Karacken wie auch Galeonen gewesen sein müssen.
Später beeinflussten insbesondere hochwandige und mit vielen Geschützen ausgestattete Schiffstypen wie Galeonen und später Linienschiffe den Schiffbau der unterschiedlichen Marinen, da diese Schiffe in der Lage waren, sich alleine gegen eine Überzahl von Galeeren zu behaupten. Auch die Marine des Ordens verschloss sich nicht dieser Entwicklung: Dies waren meist Zweidecker (siehe das Linienschiff San Zacharia), die jeweils mit 50 bis 60 Kanonen ausgestattet waren. Obwohl der Unterhalt dieser Schiffe fast 45 % der Einnahmen des Ordens verschlang, wurden sie weiterhin verstärkt zur Bekämpfung der muslimischen Schifffahrt eingesetzt.
Der Einsatz einer Korvette ist ebenfalls belegt.

Das Großschiff Santa Anna, eine Karacke des Ordens
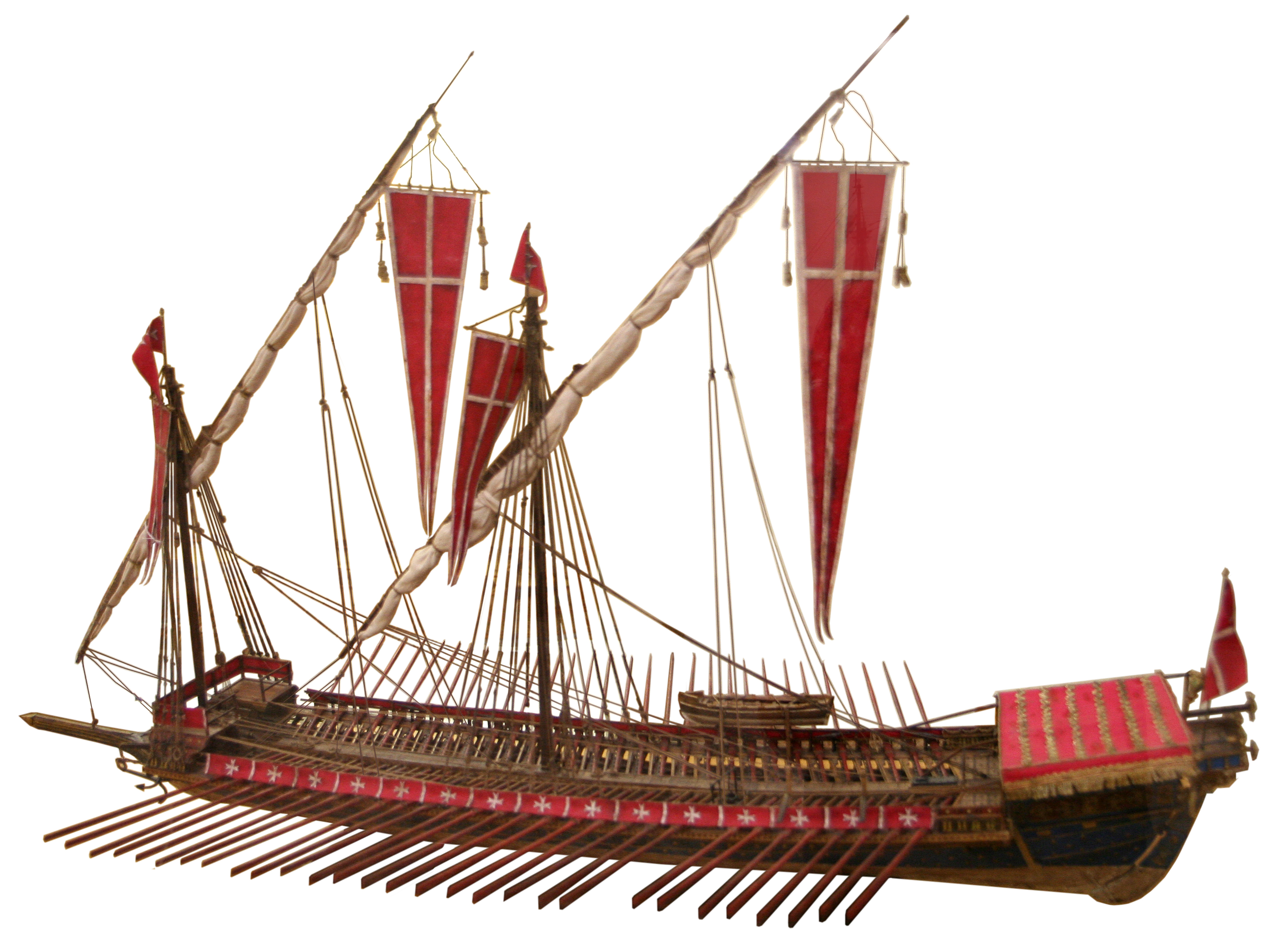
Modell einer Ordensgaleere
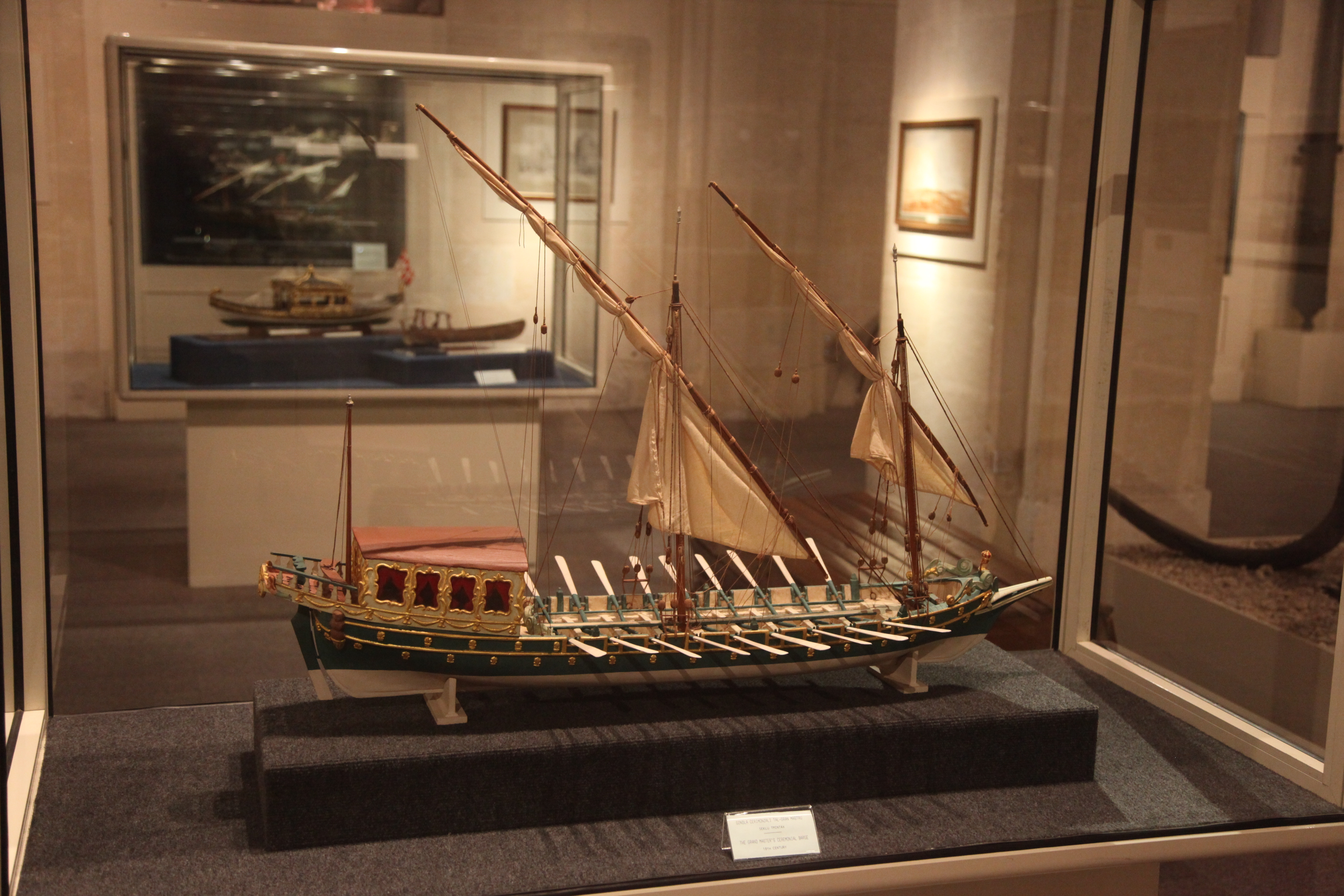
Modell einer Zeremoniebarkasse des Großmeisters aus dem 18. Jahrhundert
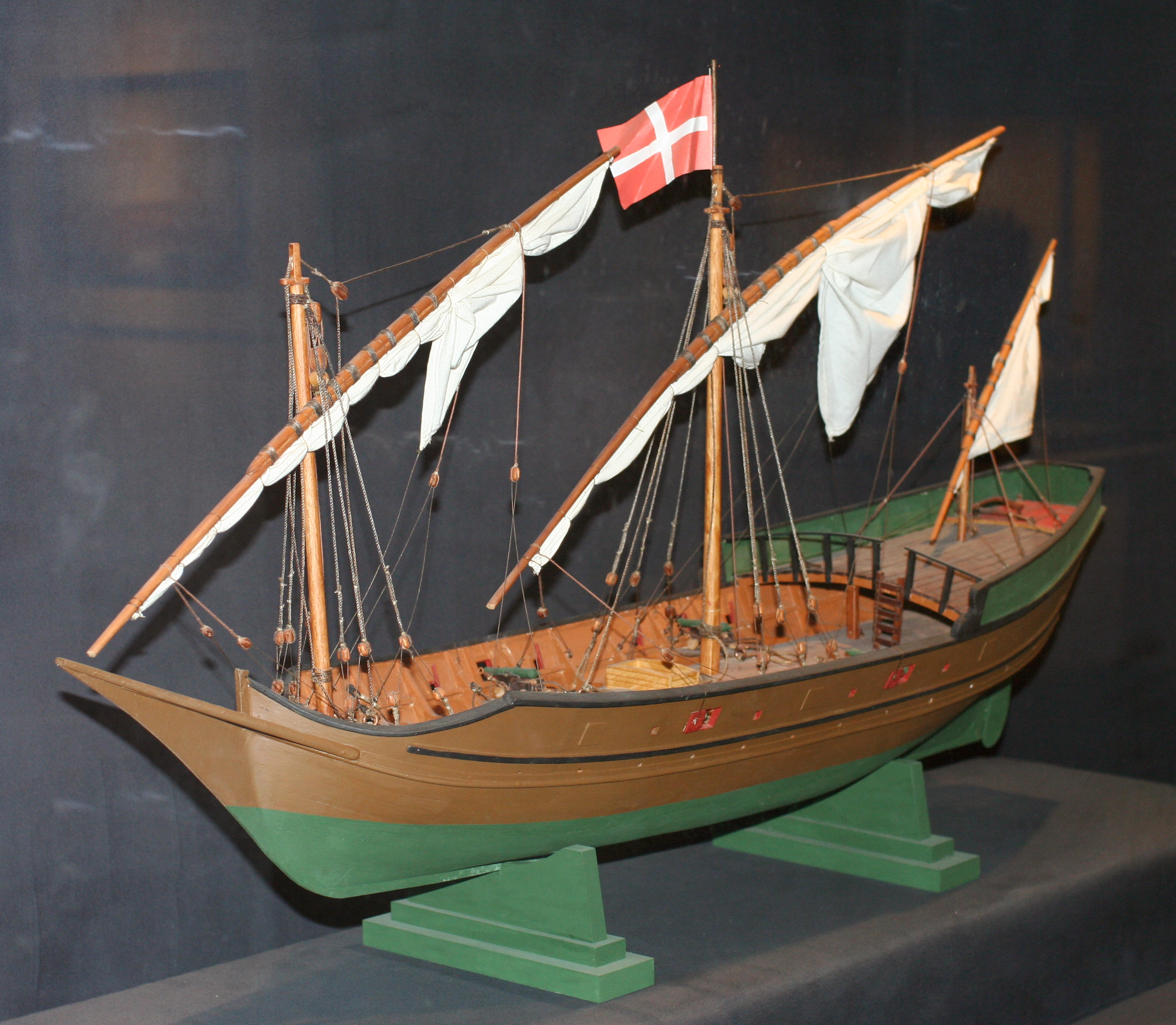
Modell einer Xambekk (Schebecke) des Ordens
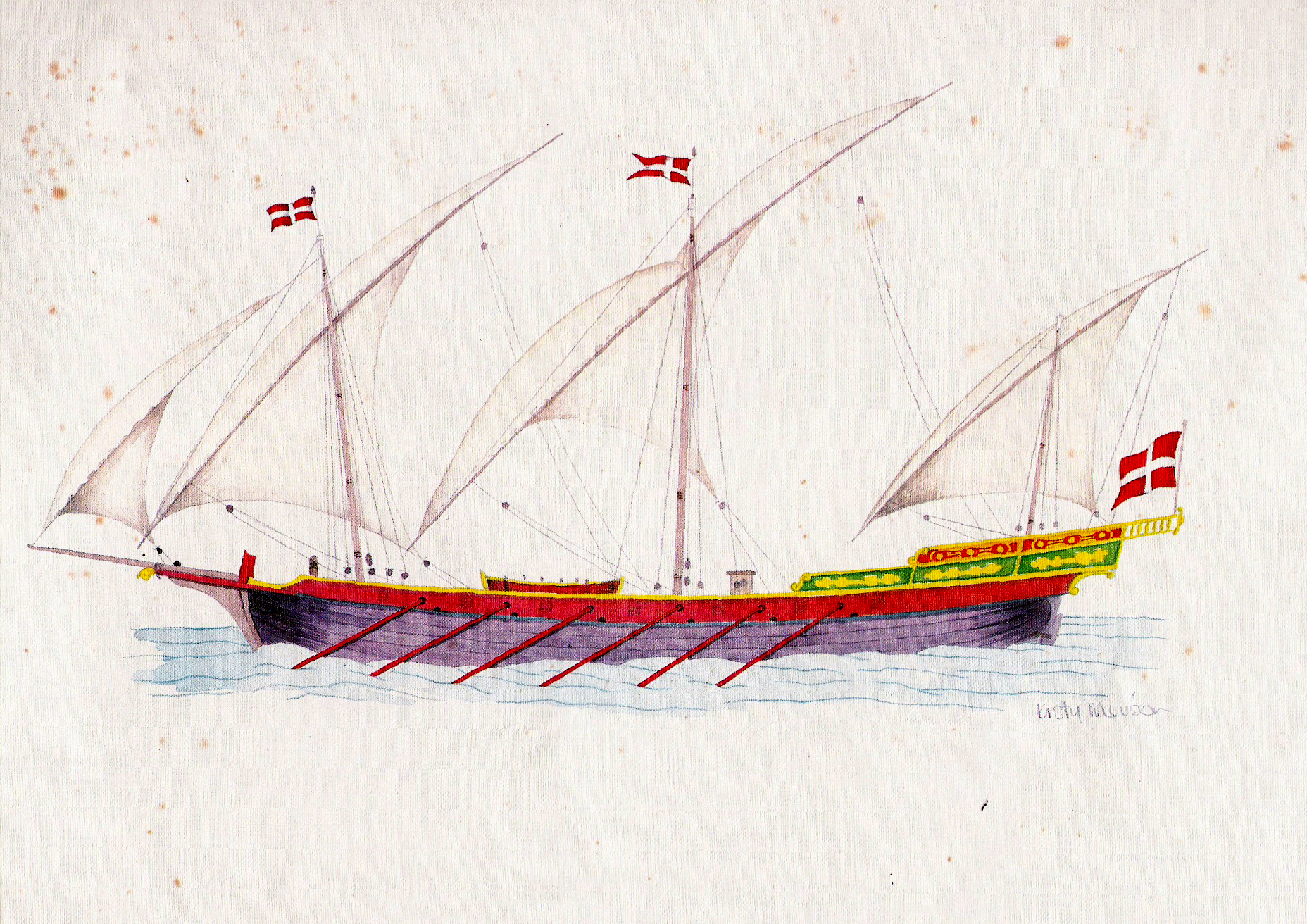
Zeichnung einer Schebecke des Ordens
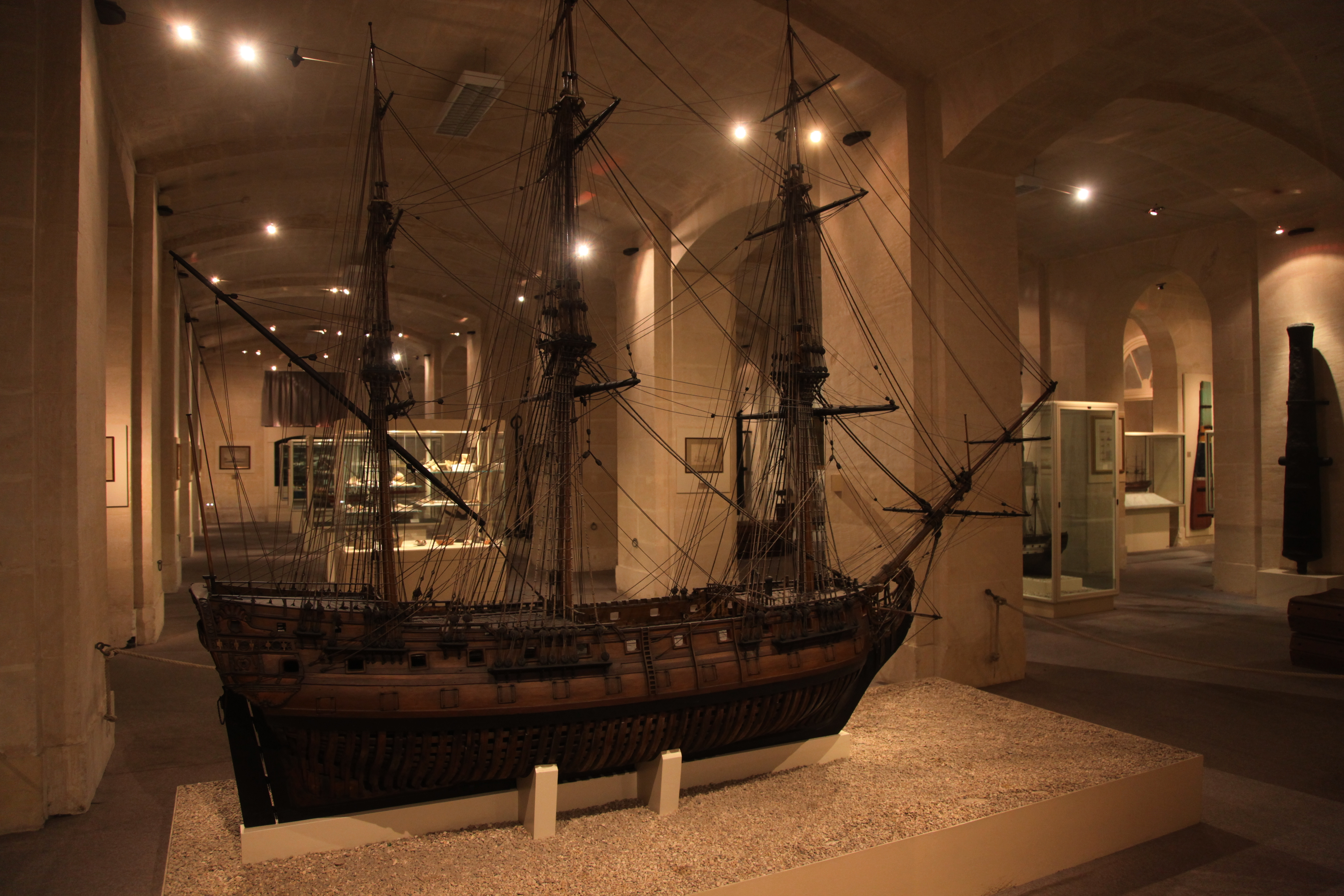
Modell eines Linienschiffs, wie es der Orden Mitte des 18. Jahrhunderts einsetzte

## Schlachten, Gefechte und Expeditionen unter Beteiligung der Marine des Ordens (Auswahl)
- Kreuzzug von Damiette 1217 bis 1221
- Seeschlacht bei Euböa im Frühjahr 1344
- Kreuzzug gegen Alexandria im Jahr 1365[45]
- Kreuzzug gegen Tripolis im August 1403[46]
- Invasion der Mamluken auf Zypern im Jahr 1426
- Invasionsversuch der Mamluken auf Rhodos im Jahr 1440
- Gefechte in der Flotte von Papst Kalixt III. von 1456 bis 1458[47]
- Schlacht von Negroponte im Jahr 1470[48]
- Kreuzzug unter Papst Sixtus IV im Jahr 1472[49]
- Seegefecht bei Kos im Jahr 1506[50]
- Seegefecht bei Kreta im Jahr 1506[51]
- Seegefecht bei Alexandretta am 23. August 1510[52]
- Tunisfeldzug im Jahr 1535
- Seeschlacht von Preveza am 28. September 1538
- Algier Expedition im Jahr 1541
- Seeschlacht von Djerba im Jahr 1560
- Seeschlacht von Lepanto am 7. Oktober 1571
- Seegefecht bei Karpathos am 28. September 1644[53]
- Seeschlacht bei Foça am 12. Mai 1649
- Dritte Dardanellenschlacht am 26. Juni 1656
- Vierte Dardanellenschlacht im Jahr 1657
- Seeschlacht am Kap Tenaro am 19. Juli 1717
- Seegefecht bei Damiette im Jahr 1732

## Persönlichkeiten im Dienste der Marine des Ordens (Auswahl)
- Giovanni de Biandrate kommandierte die Schiffe des Ordens in der Seeschlacht bei Euböa im Jahr 1344.
- Jacques François de Chambray befehligte 1732 eine Flotte des Ordens im Seegefecht bei Damiette.
- Alonso de Contreras war ein Freibeuter. Als Kapitän einer Fregatte unternahm er im Auftrag des Großmeisters zahlreiche Kaper- und Erkundungsfahrten gegen die Türken und ihre algerischen und tunesischen Statthalter ins östliche Mittelmeer.
- François Joseph Paul de Grasse begann seinen Marinedienst als Jugendlicher auf Schiffen des Ordens und wurde später Admiral in der französischen Marine.
- Aymar de Lairon war im 13. Jahrhundert Marschall des Hospitaliterordens und Vorgesetzter des Admirals der Marine.
- Mathurin d’Aux de Lescout war offenbar einer der erfolgreichsten Schiffskommandanten des Ordens zu seiner Zeit.
- Jean Philippe François d’Orléans wurde im Juni 1718 zum General der französischen Galeeren des Ordens ernannt.
- Ludovic del Pozzo war Kommandant der Marine des Ordens ab 1520.
- Pierre du Boys war 1440 Marschall des Ordens und befehligte erfolgreich die Flotte des Ordens bei dem Versuch, einen Landungsversuch der Mamluken auf Rhodos zu verhindern.
- Emanuel Václav von Kolowrat-Krakovský war Vizeadmiral der Armee der Malteser-Ritter im 18. Jahrhundert.
- Jean II. Le Maingre war Marschall des Ordens und führte einige Seeoperationen an
- Bernhard Schaffalitzky von Muckadell kämpfte 1614 auf Galeeren des Ordens und wurde später schwedischer Generalmajor.
- Rudolph von Werdenberg aus Brandenburg befehligte 1472 im Kreuzzug unter Papst Sixtus IV die Galeeren des Ordens.
- Johann Baptist von Flachslanden war von 1768 bis 1779 Generalkapitän der Ordensmarine.